# Villa Ocampo
Villa Ocampo is een plaats in het Argentijnse bestuurlijke gebied General Obligado in de provincie Santa Fe. De plaats telt 19.102 inwoners.